# 荷西·馬利亞·盧比斯
荷西·馬利亞·"佩奇托"·盧比斯（西班牙語：José María "Pechito" López，1983年4月26日—）是阿根廷職業賽車手，目前效力于世界耐力锦标赛的丰田WEC车队。
2014年，他获得世界房車錦標賽總冠軍，成为1957年的胡安·曼努埃尔·方吉奥后首位在国际汽联旗下赛事夺得世界冠军的阿根廷车手。随后他又在2015年和2016年连续两次夺冠，完成三连霸。2019-20赛季和2021赛季，他又代表丰田WEC车队两次取得世界耐力锦标赛车手总冠军。
2010年，他准备加盟一級方程式車隊美國F1車隊，但最终因车队破产未能参加F1比赛。在此之前他曾是GP2及國際方程式3000的車手，亦曾為雷諾車隊的測試車手。